# Anatoliy Demyanenko
Anatoliy Vasilyevich Demyanenko ou Anatoliy Vasylyovich Dem'yanenko — respectivamente, em russo, Анатолий Васильевич Демьяненко e, em ucraniano, Анатолiй Васильович Дем'яненко — (Dnipropetrovs'k, 19 de fevereiro de 1959) é um ex-futebolista ucraniano.

## Carreira
Dem'yanenko tem a maior parte da carreira ligada ao Dínamo de Kiev, onde jogou entre 1978 e 1991, tendo disputado 347 jogos, e marcado 29 gols. Ele voltaria ao Dínamo em 1992, para encerrar a carreira de jogador, em 1993, aos 34 anos. Ganhou cinco campeonatos soviéticos e uma Recopa Europeia, quando a equipe viveu sua época mais áurea. 
Antes, Dem'yanenko jogara no Dnipro Dnipropetrovs'k, de sua cidade natal, de 1975 a 1978. Entre as duas passagens pelo Dínamo, jogou brevemente no alemão Magdeburgo e no polonês Widzew Łódź.

### Copas
Dem'yanenko jogou três Copas do Mundo: 1982, 1986 e 1990. Ele também atuou na equipe vice-campeã na Eurocopa 1988.

### Técnico
Doze anos após fechar a carreira como jogador, Anatoliy tornou-se treinador. O primeiro clube que treinou foi justamente o Dínamo, onde jogou a maior parte da carreira. Saiu do Dínamo em 2007 e no ano seguinte, comandou o Neftçi Baku do Azerbaijão.